# Хайдеке фон Ерфа
Хайдеке фон Ерфа (на немски: Heideke von Erffa; Heidenreich Erpitz, Erfa, Erpede; † 1327, погребан в Айзенах) е архиепископ на Магдебург (1325 – 1327).

## Живот
Той е благородник от древния род „фон Ерфа“ от Тюрингия.
Хайдеке първо е босоног-монах, става доктор по духовно право и магистър на свободните изкуства. Той става катедрален схоластик на Магдебург, след това декан в катедралата на Магдебург. На 25 октомври 1325 г. е избран от катедралния капител за архиепископ на Магдебург.
В началото на 1326 г. Хайдеке тръгва за Авиньон, за да получи палиума от папата, но тюрингски благородници го арестуват близо до Айзенах и го държат затворен една година в дворец Бранденфелс в Северен Хесен. През 1327 г. той е освободен и иска да продължи пътуването си до Авиньон. Той обаче се разболява и умира вероятно в Айзенах. Погребан е във „францисканския миноритен“ манастир в Айзенах в Тюрингия.
След него архиепископ на Магдебург става Ото фон Хесен.